# Brincadorus laticeps
Brincadorus laticeps är en insektsart som beskrevs av Paul W. Oman 1938. Brincadorus laticeps ingår i släktet Brincadorus och familjen dvärgstritar. Inga underarter finns listade i Catalogue of Life.